# Роттердамський метрополітен
Роттердамський метрополітен (нід. Rotterdamse metro) — найбільший і найстаріший метрополітен Бенілюксу. Перша лінія була відкрита 9 лютого 1968 принцесою Беатрікс та її чоловіком принцом Клаусом. Довжина мережі (не включаючи лінію RandstadRail, що сполучає Роттердам і Гаагу) становить 55,3 км, з яких 15,3 км проходить під землею, а ще 8,5 км побудовані по естакаді.
Мережа складається з двох ліній: Еразмуслейн (нід. Erasmuslijn, на схемі позначена синім кольором) з'єднує передмістя Спейкеніссе на лівому березі Маасу із залізничним вокзалом і проходить по лівому березі Маасу, перетинаючи річку вже навпаки центру міста. Каландлейн (нід. Calandlijn, на схемі показана червоним кольором), також починаючись в Спейкеніссе, перетинає Маас і на правому березі повертає на схід, проходячи через місто Схидам, через центр Роттердама, де перетинається з Еразмуслейн, і йде в східні передмістя Роттердама Капелле-ан-дер-Ейсел, Александер і Ньіверкерк. Найзахідніша ділянка мережі, між містами Спейкеніссе і Хогвліет, між станціями Де-Аккерс і Тюссенватер, спільно використовується обома лініями.
Головне призначення метрополітену — зв'язувати центр Роттердама з передмістями. Перевезеннями в центрі міста займається трамвайна мережа. У порівнянні з трамваєм, метро має більшу відстань між станціями, і, як наслідок, велику середню швидкість.
Експлуатується компанією RET (нід. Rotterdamse Elektrische Tram), державною компанією, що обслуговує громадський транспорт в роттердамському регіоні.

## Загальні відомості
Метро тричі перетинає великі рукава дельти Рейна, всі три рази в тунелі під річкою. Два тунелю (двох ліній) проходять під річкою Ньїве-Маас, а тунель спільної ділянки на заході мережі — під річкою Ауде-Маас. Крім того, існує велика кількість тунелів під міськими вулицями.
Тільки невелика частина системи знаходиться під землею, а більша її частина проходить по естакаді або по поверхні землі (Роттердамське метро — один з небагатьох метрополітенів у світі, що має перетин з міськими вулицями на одному рівні). На це є дві причини. По-перше, райони на лівому березі Маасу забудовувалися в 1960-і і 1970-і роки на польдерах, там не було старої забудови, і будівництво велося за єдиним планом. Тому вздовж вулиць було передбачено достатньо широкий простір, де пізніше можна було прокласти лінії метро. По-друге, більша частина території Роттердама розташована нижче рівня моря, і будівництво тунелів вкрай ускладнене через гідрологічну ситуацію.

## Лінії
| Лінія | Маршрут                        | Кількість станцій | Довжина |
| ----- | ------------------------------ | ----------------- | ------- |
| A     | Schiedam Centrum — Binnenhof   | 20                | 17 км   |
| B     | Schiedam Centrum — Nesselande  | 23                | 20 км   |
| C     | De Akkers — De Terp            | 26                | 30 км   |
| D     | De Akkers — Rotterdam Centraal | 17                | 21 км   |
| E     | Slinge — Den Haag Centraal     | 23                | 27 км   |

## Галерея

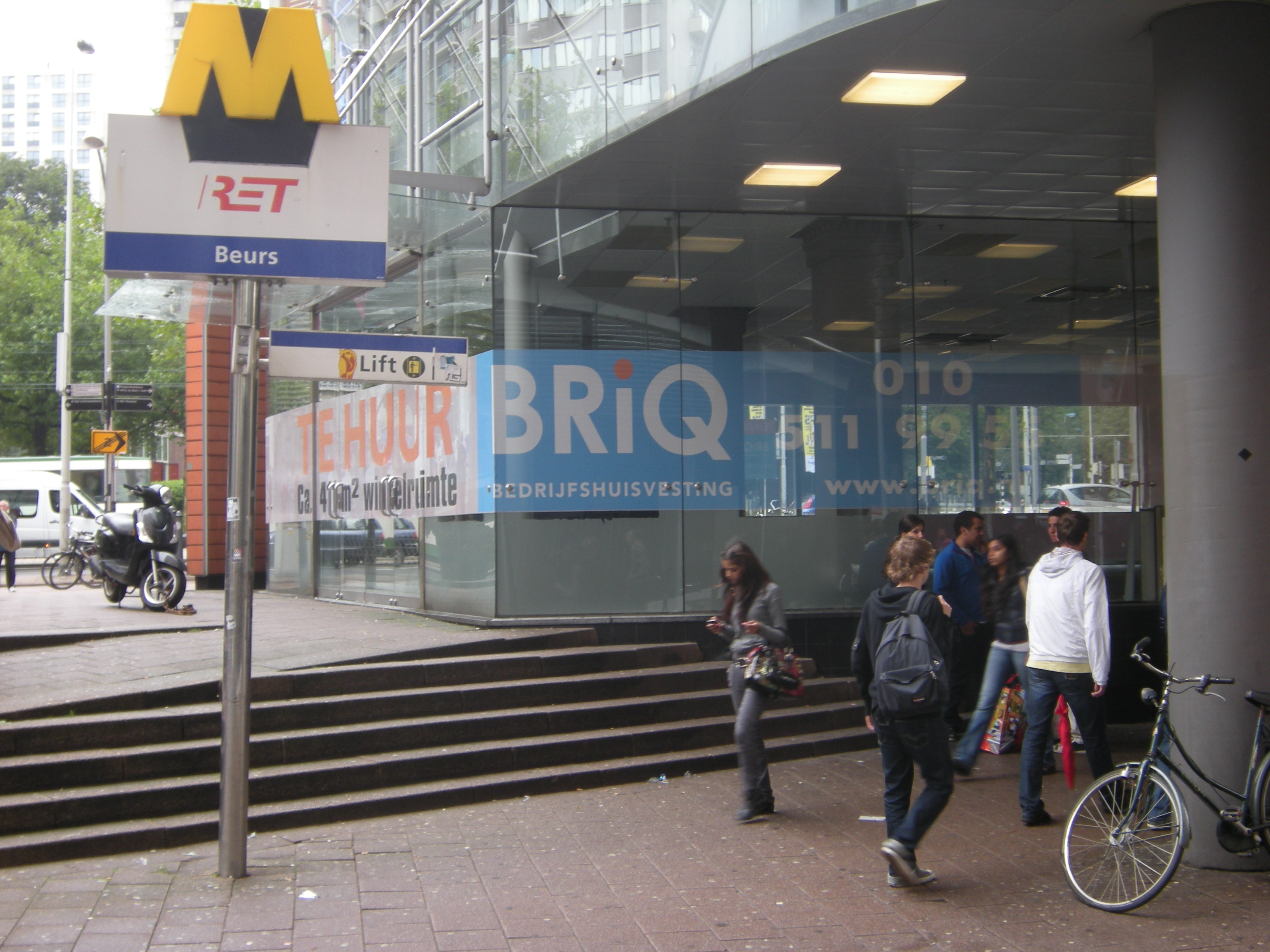
Вихід зі станції «Beurs»
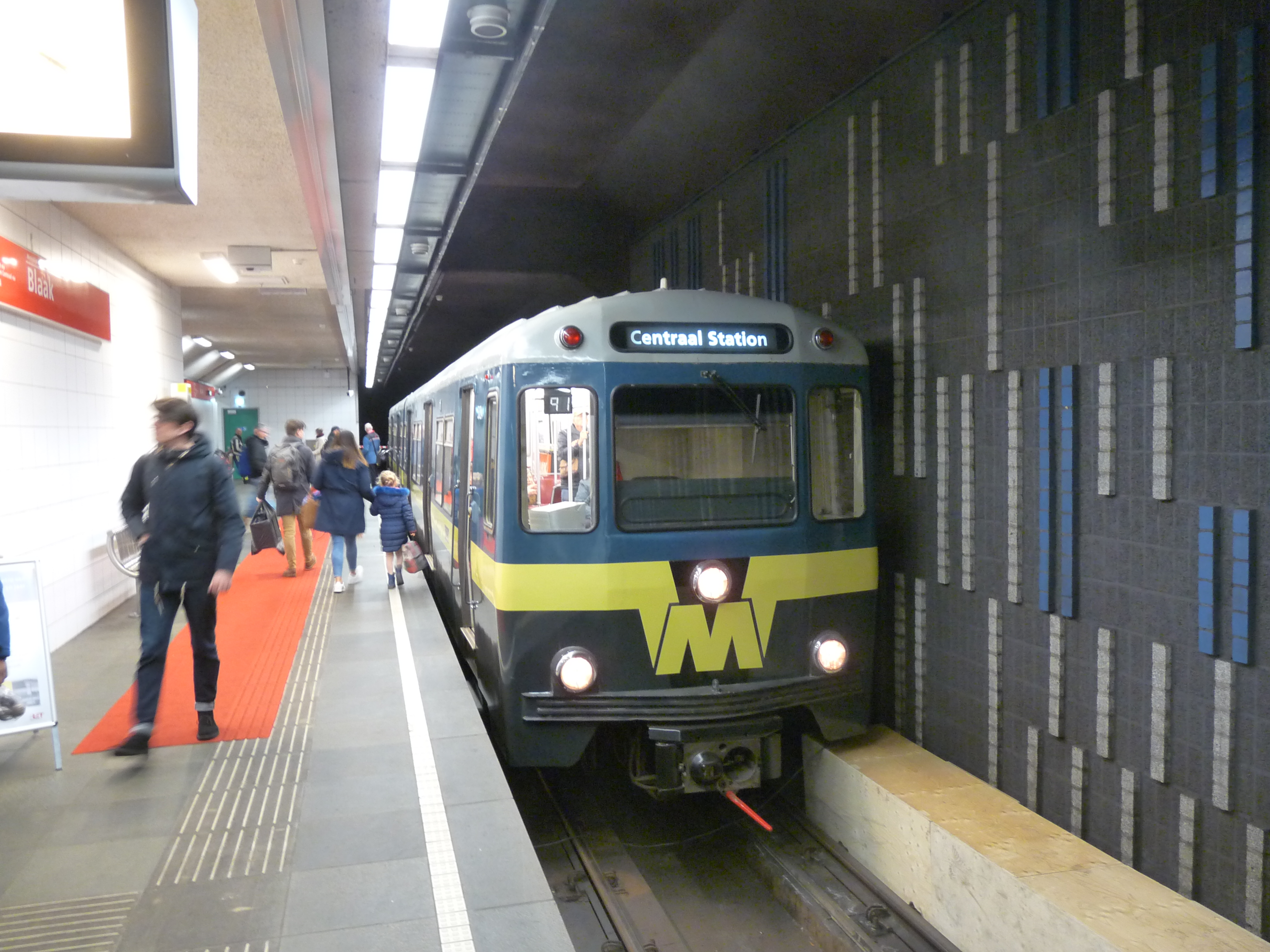
Потяг на станції «Blaak»
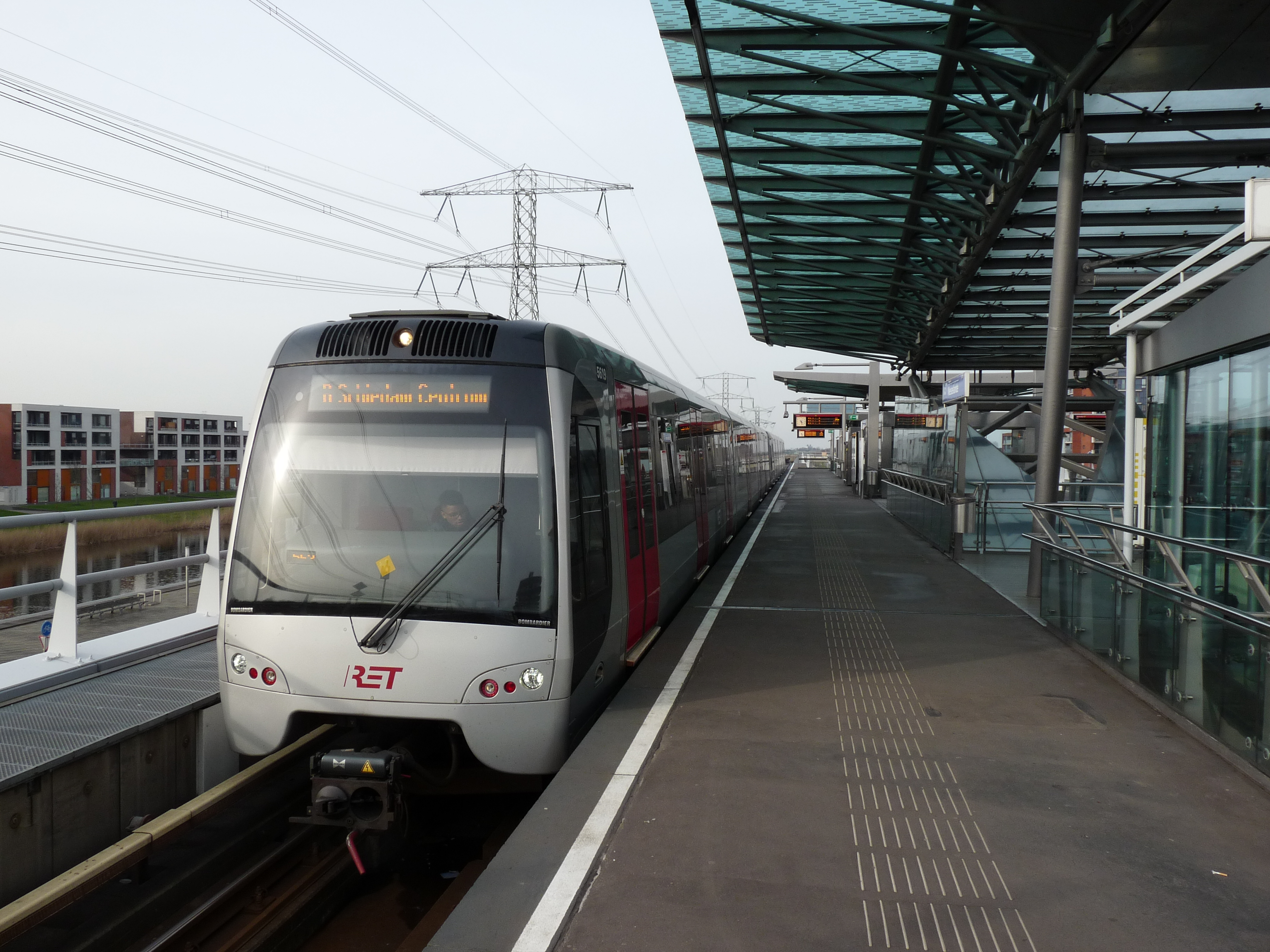
Потяг на станції «Nesselande»
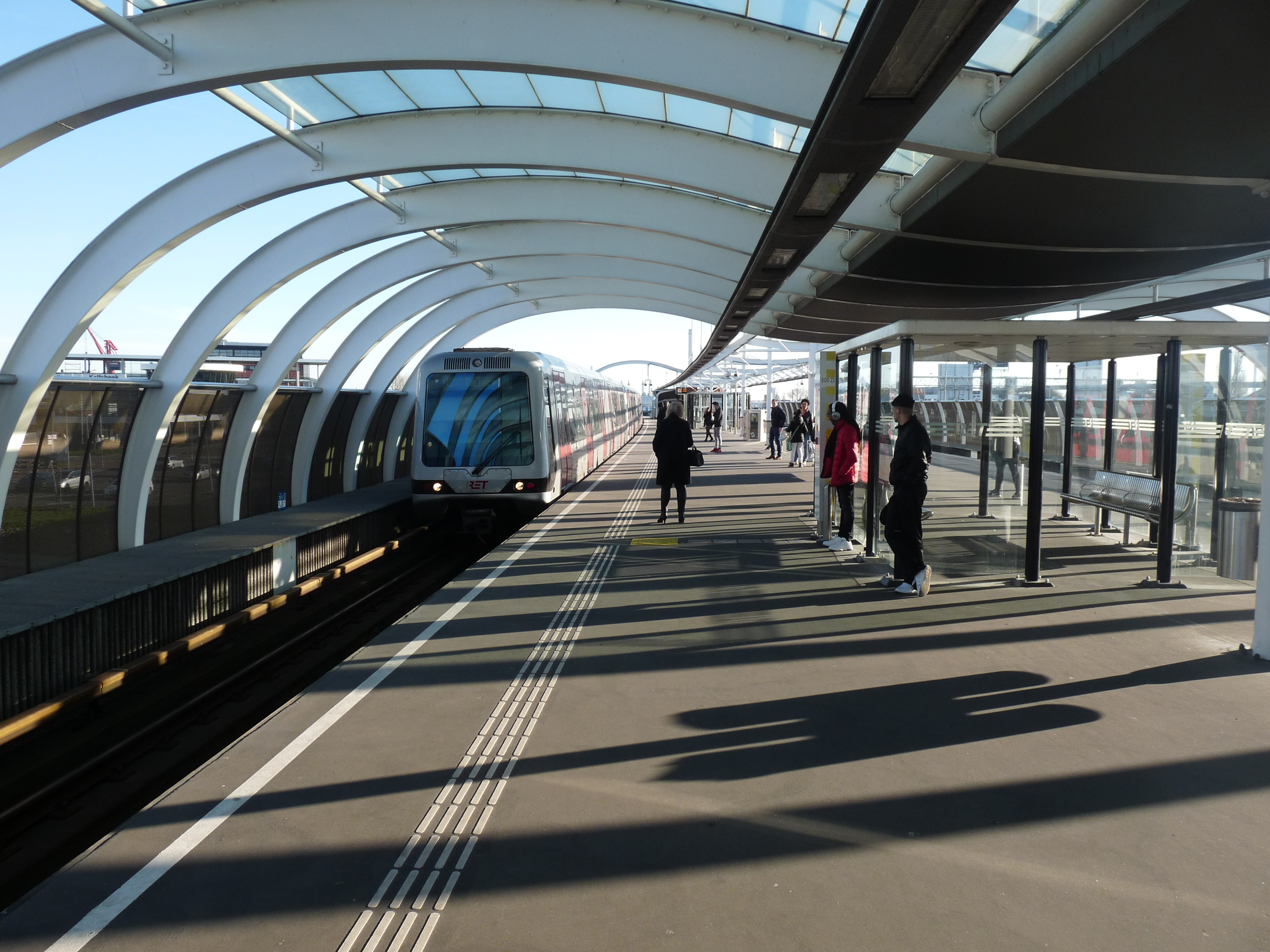
Станція «Vijfsluizen»
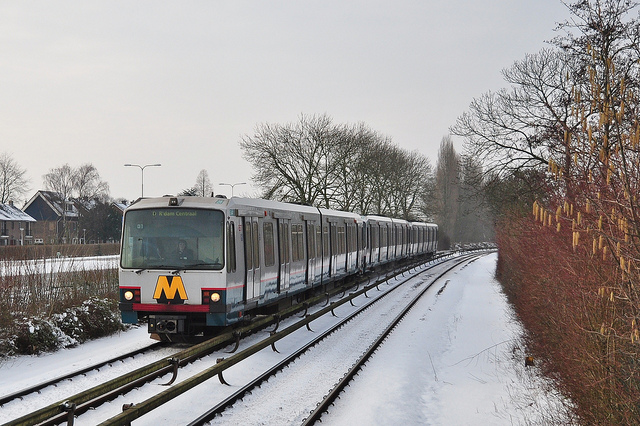
Потяг на наземні ділянці, Лінія Д